# Partin-Palmer Manufacturing Company
Partin-Palmer Manufacturing Company war ein US-amerikanischer Hersteller von Automobilen. Auf Werbeanzeigen findet sich auch die Firmierung Partin Manufacturing Company.

## Unternehmensgeschichte
Das Unternehmen entstand im Juni 1913 in Chicago. Dazu schlossen sich die Verkaufsgesellschaft Partin Manufacturing Company und die Palmer Motor Car Company aus Detroit zusammen. Beteiligt waren G. H. Partin und Randall A. Palmer. Im gleichen Jahr begann die Produktion von Automobilen. Die Markennamen lauteten zunächst Partin und Partin-Palmer. Ab 1914 wurde nur noch Partin-Palmer verwendet. Außerdem gab es eine Verbindung zur American Manufacturing Company, die 1914 den Pioneer herstellte.
Partin und Palmer schieden etwa Anfang 1915 aus. Im April 1915 wurde bekannt, dass die Commonwealth Motors Corporation als Verkaufsagentur agierte. Die Produktion wurde in ein Werk der George D. Whitcomb Company nach Rochelle in Illinois verlagert. Der Markenname Partin-Palmer wurde zunächst beibehalten und erst 1917 aufgegeben.

## Fahrzeuge
Das Model 45 der Marke Partin gab es nur 1913. Sein Vierzylindermotor leistete 45 PS. Das Fahrgestell hatte 292 cm Radstand. Der Aufbau war ein offener Tourenwagen mit Platz für sechs Personen.
Das andere Modell des Jahres 1913 war das Model 38 der Marke Partin-Palmer. Sein Vierzylindermotor mit 38 PS kam von der Mason-Neilan Regulator Company. Radstand und Karosseriebauform waren identisch.
1914 stand nur das Model 38 im Sortiment.
1915 wurde dieses Modell weiterhin unverändert angeboten. Dazu gesellte sich mit dem Model 20 ein kleinerer Wagen. Sein Motor leistete 20 PS. Der Radstand betrug 244 cm. Er war nur als zweisitziger Roadster erhältlich.
1916 standen drei Modelle zur Auswahl. Das Model 20 blieb unverändert. Das Model 32 hatte einen Vierzylindermotor von Lycoming mit 32 PS Leistung. Der Radstand maß 279 cm. Der Tourenwagen bot Platz für fünf Personen. Außerdem erschien das Model 8-45. Es hatte einen V8-Motor mit 45 PS Leistung, einen Radstand von 292 cm und eine sechssitzige Tourenwagenkarosserie.
1917 beschränkte sich das Sortiment auf die beiden Vierzylindermodelle.

## Modellübersicht
| Jahr | Marke         | Modell     | Zylinder | Leistung (PS) | Radstand (cm) | Aufbau               |
| ---- | ------------- | ---------- | -------- | ------------- | ------------- | -------------------- |
| 1913 | Partin        | Model 45   | 4        | 45            | 292           | Tourenwagen 6-sitzig |
| 1913 | Partin-Palmer | Model 38   | 4        | 38            | 292           | Tourenwagen 6-sitzig |
| 1914 | Partin-Palmer | Model 38   | 4        | 38            | 292           | Tourenwagen 6-sitzig |
| 1915 | Partin-Palmer | Model 20   | 4        | 20            | 244           | Roadster 2-sitzig    |
| 1915 | Partin-Palmer | Model 38   | 4        | 38            | 292           | Tourenwagen 6-sitzig |
| 1916 | Partin-Palmer | Model 20   | 4        | 20            | 244           | Roadster 2-sitzig    |
| 1916 | Partin-Palmer | Model 32   | 4        | 32            | 279           | Tourenwagen 5-sitzig |
| 1916 | Partin-Palmer | Model 8-45 | 8        | 45            | 292           | Tourenwagen 6-sitzig |
| 1917 | Partin-Palmer | Model 20   | 4        | 20            | 244           | Roadster 2-sitzig    |
| 1917 | Partin-Palmer | Model 32   | 4        | 32            | 279           | Tourenwagen 5-sitzig |

## Produktionszahlen
Nachstehend die jährlichen Produktionszahlen für die Marken Partin und Partin-Palmer.
| Jahr  | Produktionszahl |
| ----- | --------------- |
| 1913  | 83              |
| 1914  | 783             |
| 1915  | 612             |
| 1916  | 183             |
| 1917  | 213             |
| Summe | 1874            |